# Volkswagen Finans Sverige
Volkswagen Finans Sverige AB (VWFS), är ett svenskt kreditmarknadsbolag som erbjuder finansieringsalternativ som billån och leasingavtal till sina privata- och företagskunder för bilmärken Audi, Porsche, Škoda Auto, Seat, Volkswagen och Volkswagen Nyttofordon. Det startades 57 770 nya finansavtal på både nya och begagnade personbilar och lättare lastbilar för år 2013, det är en ökning med fyra procentenheter från föregående år.
VWFS är ett dotterbolag till den tyska fordonstillverkaren Volkswagen AG via Volkswagen Financial Services AG.